# ザイモモナス属
ザイモモナス属は運動性のないグラム陰性の非芽胞形成通性嫌気性桿菌で、スフィンゴモナス科に属する。基準種はザイモモナス・モビリス。
かつてはシュードモナス属に分類されていたが、細胞膜にスフィンゴ脂質が含まれる等の特長によりスフィンゴモナス属などとともに分けられた。ショ糖、ブドウ糖、果糖を利用してアルコール発酵を行い、かつアルコール存在下でもある程度生育可能で生育可能であることからプルケの醸造に用いられていることで知られる。また遺伝子を組み替えてアルコール生産に用いるための研究が行われている。